# Joan Amigó i Barriga
Joan Amigó i Barriga   (Badalona, 27 de gener de 1875 - Badalona, 30 de desembre de 1958) fou un arquitecte català, representant de l'escola modernista tardana i màxim representant d'aquest estil a Badalona.

## Biografia
Va néixer a Badalona el 27 de gener de 1875, concretament al carrer de Francesc Layret 14, on el seu pare hi feia de xocolater. Fill de Ramon Amigó i Umbert, xocolater d'ofici, i de Francisca Barriga i Torner. Els orígens de la família eren a pagès, els Amigó procedien del veïnat de Canyet. Poc després del seu naixement, el seu pare va morir i la mare es va casar per segona vegada amb el mestre d'obres Jaume Botey i Garriga, que seria qui va despertar l'interès d'Amigó per dedicar-se a l'arquitectura. Durant la seva infantesa i joventut va viure en un petit mas anomenat Can Po Canyadó, on actualment hi ha la Via Augusta.
Va estudiar al Liceu Poliglota de Barcelona i, després, va cursar la carrera d'arquitectura a l'Escola Tècnica Superior d'Arquitectura de la capital i hi va obtenir el títol el 1900. Havia tingut contacte amb la tasca de la construcció, ja que abans d'estudiar arquitectura havia après l'ofici de paleta i l'esforç que suposava cadascuna de les feines que hi estaven lligades. Pel seu viatge de fi de curs va anar a Viena, i el 1908 hi torna per assistir al VIII Congrés Internacional d'Arquitectura, un dels sis arquitectes que hi van anar en representació de Catalunya. D'altra banda, va estar ben relacionat amb l'àmbit cultural i artístic del moment, ja que era un dels personatges que assistien a les conegudes tertúlies de la taverna Els Quatre Gats, a més de fer diversos viatges en bicicleta pel sud de França.
L'any 1910 es va casar amb Concepció Amat i Planas. Van anar a viure al carrer de Trafalgar de Barcelona. Van tenir dues filles: Eulàlia i Francesca.
El 1913 s'encarrega de les obres de la casa Bau, a Tortosa, i l'any següent -1914- és nomenat arquitecte municipal de Badalona, càrrec del qual dimitirà el 1924 durant la Dictadura de Primo de Rivera. El 1926 és nomenat membre de la Junta d'Obres de la Parròquia de Santa Maria. Membre també de la Junta d'Obres de la de Sant Josep, de la qual fou arquitecte durant bastant temps. Tot i que és destacat pels seus edificis, també realitzà obres d'interiorisme, la tomba de la família Bosch al Cementiri Vell de Badalona o el Llit de la Mare de Déu de la parròquia de Santa Maria, obra destruïda el 1936.
Va morir el 30 de desembre de 1958.

## Estil
Se l'enquadra dintre d'una segona generació modernista, més tardana de la de Gaudí, Domènech i Montaner o Puig i Cadafalch, en un moment en què aquesta tendència està més establerta, i no representa un trencament total amb la tradició, ans al contrari el modernisme ha esdevingut també una tradició. De la seva mateixa promoció hi ha Antoni de Falguera i de la següent a Salvador Valeri i d'Alexandre Soler i March. Amigó, juntament amb aquests i altres, representant ja d'una segona generació modernista, més tardana.
Amigó és clarament un representant de l'escola modernista, però la seva promoció, ja esmentada, no segueix les mateixes directrius de la primera, representada per Gaudí o Domènech i Montaner, sinó que ja han abandonat seguir les novetats procedents de a resta d'Europa i consideren el modernisme com una tradició i no pas una revolució, com s'havia considerat els seus predecessors amb anterioritat. A més a més, Amigó presenta noves influències clarament definides d'altres estils contemporanis de l'època, concretament de la Secessió vienesa i, fins i tot, de l'escola de Glasgow.
La línia vienesa és present a la casa Serra Vinyas de 1907, situada al carrer Enric Borràs, núm. 7, especialment en el pavelló de safareigs, avui desaparegut. Això no obstant, aquestes influències són també comprovables en les dues obres més conegudes de l'autor i també de les més depurades: la casa Enric Pavillard de 1906, més destacada en els detalls que en la composició general, i la casa Enric Mir de 1908, que és la que més clara filiació secessionista té, i fins i tot de mackintonshiana, dins de la línia de Rafael Masó. En aquesta s'hi poden apreciar elements repetitius en altres obres d'Amigó: el relleu vertical acabat en corba amb l'encreuament de línies horitzontals; ambdues obres se situen a l'avinguda Martí Pujol, núm. 23-25 i 45-47 respectivament.
Les seves obres no es redueixen simplement a residències, sinó que també en realitzà d'altres tipus. En el terreny industrial destaca la fàbrica Giró, més coneguda com a Can Casacuberta, de 1913; malgrat avui estar mutilada, encara s'observen influències llunyanes d'Otto Wagner, Mackintosh i Joseph Maria Olbrich. L'altre exemple és la fàbrica de G. de Andreis. Metalgraf Espanyola, S. A., coneguda popularment com La Llauna, construïda entre els anys 1906 i 1922 al carrer Indústria, 89, on s'observa clarament la influència de Wagner en el detall.
Una de les darreres de les seves obres, la casa Rafael Gafarel·lo, al carrer Dos de Maig núm. 38, sembla una versió local i amanerada de La Pedrera d'en Gaudí o de la casa Planells de la Diagonal de Jujol. A cada pis hi ha una línia horitzontal ondulada però que aviat retorna a les línies horitzontals. A tall de curiositat, Amigó no firmà aquesta obra sinó el mestre d'obres Jaume Botey, això exemplifica les trampes que es feien quan no es podia treballar per a privats quan s'era arquitecte municipal.

## Obres

### Arbúcies
| Any  | Nom                  | Ubicació         | Descripció | Estat    | Foto       |
| ---- | -------------------- | ---------------- | --- | -------- | ---------- |
| 1907 | Can Bosch (atribuït) | C. Camprodon, 59 | Edifici situat en una cantonada, fruit d'una remodelació i ampliació sobre una casa preexistent. És destacable la finestra cantonera de la planta noble, de quart de volta, i l'esgrafiat de la façana. Altres obertures també tenen formes geomètriques. S'atribueix a Amigó perquè era la casa d'estiueig de Vicenç Bosch i Grau, propietari de la fàbrica de l'Anís del Mono. | Correcte | Casa Bosch |

### Badalona
| Any         | Nom                                                  | Ubicació                                                                            | Descripció | Estat                                                       | Foto                                              |
| ----------- | ---------------------------------------------------- | ----------------------------------------------------------------------------------- | --- | ----------------------------------------------------------- | ------------------------------------------------- |
| Inici s. XX | Reformes de la Casa Planas                           | C. Barcelona, 1-3 i Pl. Constitució                                                 | Els elements realitzats per Amigó són: la tribuna de vidre emplomat que domina tota la plaça Constitució i l'entrada del pati pel costat del carrer de Barcelona, de caràcter modernista. | Correcte                                                    | Tribuna de la Casa Planas                         |
| 1901-03     | Escola dels Germans Maristes                         | C. del Temple, 15-19                                                                | Època plenament modernista d'Amigó. L'element característic són els relleus florals especialment densos entorn els ulls de bou del pis superior. Un cos elevat, de perfils ondulants, és situat a l'extrem de la façana com una torre. | Bo                                                          | Escola Germans Maristes                           |
| 1902        | Casa Matamala                                        | C. Santa Madrona, 28                                                                | Planta baixa i dos pisos, destaquen els curosos acabats de la façana, sobretot els esgrafiats amb motius florals i els balcons. La part posterior ha estat desvirtuada per una mala reforma als anys 60. | Bo                                                          | Casa Matamala                                     |
| 1904        | Tomba de Francesc d'Assís Guixeras i Viñas i Família | Riera Matamoros s/n                                                                 | Situada al Cementiri Vell. Sepulcre de pedra i teieres de ferro que sustenten cadenes. Les línies decoratives mostren figures geomètriques sezessionistes amb elements gòticonaturalistes. Hi resa la inscripció Propiedad de Francisco/ de A. Guixeras/ Viñas y familia. | Correcte                                                    | Tomba de Francesc d'A. Guixeras i Viñas i família |
| 1905        | Casa Andreu Clarós                                   | C. de la Pietat, 12                                                                 | Estil eclèctic, elements d'inspiració clàssic amb els frontons semicirculars que coronen els balcons. La influència modernista marcada en la composició del pis superior, on les finestres són flanquejades per semicolumnes dobles, amb capitlles fantasiosos. Consta també d'esgrafiats florals, originalment policromats. | Bo                                                          | Casa Andreu Clarós                                |
| 1905        | Casa Pau Rodon                                       | C. Museu, 18                                                                        | La casa té planta baixa i pis. Les obertures a la façana, acabades en angle, són sobremuntades per uns engraellats de ferro que sostenen plantes enfiladisses. | Correcte                                                    | Casa Pau Rodon                                    |
| 1906        | Casa Enric Pavillard                                 | Av. Martí Pujol, 23                                                                 | Considera l'obra més representativa d'Amigó i del modernisme badaloní. Encàrrec d'Enric Pavillard, gerent de la fàbrica Lorilleux. Declarada monument historicoartístic el 1981. Projectada amb dos cossos juxtaposats que enllacen, en façana, amb una tribuna poligonal de ferro i vitralls policromats. Són interessants també les baranes forjades, obra del manyà sord Puig. Els acabats són d'estuc amb esgrafiats florals.            | Bo                                                          | Casa Enric Pavillard                              |
| 1906-09     | Fàbrica G. de Andreis                                | C. Indústria, 89                                                                    | Conjunt industrial fet en diverses etapes, no relacionades estilísticament entre elles. La façana és publicitària, amb impressionants detalls gràfics, amb influència de la Secessió de Viena. Actualment és un institut. | Correcte                                                    | La Llauna                                         |
| 1906-19     | Destil·leria de l'Anís del Mono                      | C. Eduard Maristany, 115                                                            | La fàbrica emblemàtica de l'Anís del Mono conserva la majoria d'elements modernistes: les sales de destil·lació, la gerència, els arxius... amb el seu corresponent mobiliari de fusta d'època, dissenyats per Amigó. | Bo                                                          | Destil·leria de l'Anís del Mono                   |
| 1907        | Casa Miquel Badia                                    | C. Sant Pere, 4                                                                     | Casa amb planta baixa i dos pisos. La façana té el mateix tractament plàstic que la de la Casa Pavillard. L'arc de ferradura arabitzant del primer pis és el més característic. | Correcte                                                    | Casa Miquel Badia                                 |
| 1907        | Casa Serra Vinyas                                    | C. Enric Borràs, 7                                                                  | | Desapareguda                                                |                                                   |
| 1907        | Panteó de la Família Bosch                           | Riera Matamoros, s/n                                                                | La base és de pedra, amb motius vegetals, escut i imatges representant la mort, enclou la cambra sepulcral, semi-soterrada, tancada amb una reixa de ferro forjat. Unes escales laterals condueixen a la plataforma superior, on hi ha un fals sarcòfag, ambdós de marbre, amb diferents garlandes, d'estructura gòtica i crucifix de bronze.                                                                                                | Correcte                                                    | Panteó de la Família Bosch                        |
| 1907-13-20  | Can Casacuberta                                      | C. Dos de Maig, 27                                                                  | Fàbrica amb façana amb una resolució amb molduracions tobes, sobretot en els pinyons de coberta. Senzilla estructura interior. Esgrafiats a la façana influència dels secessionisme vienès. | En resta una part, bo                                       | Can Casacuberta                                   |
| 1908        | Casa Leonard Le Prevost                              | Av. Martí Pujol, 37-39                                                              | És una casa amb una solució volumètrica molt semblant a la de la casa Pavillard o a can Pepus. Actualment és la seu de l'Escola Gitanjali. | Correcte                                                    | Casa Lenoard Le Prévost                           |
| 1908-09     | Casa Enric Mir                                       | Av. Martí Pujol, 45-47                                                              | Casa amb planta baixa, pis i golfes, de dos cossos distribuïts irregularment en un esquema general prefigurat. Estucat blanc amb línies pròpies de moviment. Coronaments simètrics, ornaments secessionistes i finestretes amb vitralls. Sota els balcons hi ha ondulacions i consta d'un pavelló interior de garatge amb una coberta corbada.                                                                                               | Bo                                                          | Casa Enric Mir                                    |
| Vers 1908   | Casa Lluís Paquín                                    | C. Enric Borràs, 27                                                                 | Es troba dins el mateix estil que la casa Enric Mir, d'estil secessionista. | Regular                                                     | Casa Enric Mir                                    |
| 1909        | Casa i taller Joan Tolrà                             | C. Enric Borràs, 19-25                                                              | El taller és un edifici senzill al costat de la casa del propietari. Té dues plantes i un coronament amb pinacles esglaonats modernistes. La part inferior de la façana intenta imitar un encoixinat de carreus. | Regular                                                     | Taller Joan Tolrà                                 |
| 1912        | Casa Pere Busquets                                   | C. del Temple, 25                                                                   | Casa en xamfrà. La façana és sincrètica, amb elements goticistes i ornaments rococó a la manera d'Enric Sagnier, en un esquema general força compacte i sever. | Regular                                                     | Casa Pere Busquets                                |
| Vers 1913   | Creu de Montigalà                                    | Turó de Montigalà                                                                   | Creu de pedra col·locada al cim del turó de Montigalà durant les Festes Constantinianes, en commemoració de la promulagació de l'Edicte de Milà de 313. | Destruïda durant la Guerra Civil. Reposada en ciment armat. | Creu de Montigalà                                 |
| 1916        | Casa Jaume Botey                                     | C. Gaietà Soler, 1                                                                  | Casa modernista que conjuga elements clàssics i medievals, com la torre i els merlets. El solar té un desnivell, el pati té una entrada al semi-soterrani de la casa. Els murs són d'estuc imitant maons grocs, força ben conservats. L'entrada té porxo i vitrall modernista a la porta. | Bo                                                          | Casa Jaume Botey                                  |
| 1917        | Casa Domènech i Planas                               | Av. Martí Pujol, 188                                                                | Casa unifamiliar de planta, pis i golfes. Destaca la tribuna semicircular de la façana just a l'eix del xamfrà on se situa l'habitatge. Té una discreta ornamentació de llaços i garlandes i un coronament de perfils ondulats. | Regular                                                     | Casa Domènech i Planas                            |
| 1918        | Mas Po Canyadó                                       | Colònia d'estiueig La Conreria                                                      | Antiga masia que va quedar integrada en una nova arquitectura de tendència modernista. |                                                             |                                                   |
| 1920        | Església de Sant Josep                               | Pl. Rector Rifé                                                                     | Edifici religiós allunyat del modernisme, concebut amb un estil vagament historicista, amb un campanar de torre, planta rectangular, acabada amb merlets. El temple té tres naus amb creuer i una cripta sota el presbiteri. L'acabat és de maó vist. | Bo                                                          | Església de Sant Josep                            |
| 1922        | Font de la plaça Pau Casals                          | Pl. Pau Casals                                                                      | Font modernista recoberta amb trencadís en la part superior. El test de pedra fosa que corona l'obra fou realitzada per l'escultor Joan Arnau. Descatalanitzada després de la Guerra Civil, canvia "any" per "año". L'any 2015 va ser restaurada i es van restituir les antigues piques de pedra en forma quadrada, la corona de l'escut de Badalona situada a la part de trencadís i la paraula "ano" per "any".                            | Bo                                                          | Font de la plaça Pau Casals                       |
| 1921-23     | Casa Rafael Gafarel·lo                               | C. Enric Borràs, 18                                                                 | És un edifici senzill amb planta baixa i dos pisos, amb dues portes per replà. El seu màxim interès rau en la similitud de la façana amb La Pedrera, encara que aquesta té línies rectes de l'edifici. Les cornises ondulades que imita el parament de pedra de l'obra gaudiniana, i la decoració floral de la falsa barana del terrat són un curiós exponent de la longevitat, ja fora d'època, de certs models ornamentals del modernisme. | Bo                                                          | Casa Rafael Gafarel·lo                            |
| 1923        | Casa Prat i Bosch                                    | C. de Mar, 15                                                                       | És un edifici d'habitatges entre mitgeres d'un cos i mig. Consta de planta baixa i dos pisos. La façana està esgrafiada i sota els balcons presenten composicions circulars amb una estrella inscrita, en mosaic. | Correcte                                                    | Casa Prat i Bosch                                 |
| 1923-24     | Can Pepus                                            | C. Francesc Macià, 104                                                              | Reforma d'aquesta casa, fruit d'aquesta és la tribuna de la cantonada, amb una piràmide de pissarra. Els esgrafiats florals ornamenten les llindes del segon pis, a joc amb el fris que recorre la façana sota la cornisa. Actualment és un centre cívic. | Bo                                                          | Can Pepus                                         |
| 1924        | Casa Fèlix Gallent                                   | C. del Temple, 27                                                                   | Edifici senyorial propietat de l'industrial Fèlix Gallent. Retorn al classicisme que va suposar l'onada noucentista com a reacció de l'exuberància del modernisme. Hi ha elements clàssics com columnes jòniques, frontons sobre les llindes de les obertures, baranes de balustres, i el templet amb cúpula que fa de mirador. | Bo                                                          | Casa Fèlix Gallent                                |
| Vers 1924   | Drogueria Boter                                      | C. de Mar, 71                                                                       | És l'adrogueria més antiga de Badalona, fundada el 1924. La botiga, tant interior com exterior, és realitzada amb fusta de pi de Flandes (Pi roig) i presenta una disposició asimètrica. | Bo                                                          | Drogueria Boter                                   |
| 1924        | Farmàcia Serentill                                   | C. de Mar, 23                                                                       | Farmàcia ben conservada, especialment pel que fa als mobles i a la col·lecció de pots de vidre de la vitrina del fons. El sostre o cel ras està decorat amb relleu de flors. Algunes addicions modernes no desmereixen de l'estil clàssic recarregat de l'establiment. | Bo                                                          | Farmàcia Serentill                                |
| 1930        | Farmàcia Surroca                                     | C. de Mar, 76                                                                       | Façana, amb un grafisme molt correcte, i interiors resolts al gust dels anys 30, d'art déco, com altres botigues que hi havia al carrer de Mar. Altres elements ornamentals destacables són les vidrieres i el mobiliari. | Bo                                                          | Farmàcia Surroca                                  |
| Anys 30     | Llit de la Mare de Déu                               | Originalment a la parròquia de Santa Maria. Maqueta conservada al Museu de Badalona | L'estructura comptava amb un altar davanter on es feia missa el 15 d'agost, dia de l'Assumpció de Maria, diada de Festa Major a Badalona. Destruïda el 1936. | Desapareguda                                                | Llit de la Mare de Déu                            |
| ca. 1948    | Centre Parroquial Sant Josep                         | Pl. Rector Rifé                                                                     | Local parroquial per a l'església Sant Josep. | Correcte                                                    | Centre Parroquial Sant Josep                      |

### Malgrat de Mar
| Any  | Nom        | Ubicació       | Descripció | Estat | Foto       |
| ---- | ---------- | -------------- | --- | ----- | ---------- |
| 1914 | Ca l'Arnau | C. Bellaire, 2 | Casa promoguda per Joan Arnau Majoral. La casa fa cantonada i està formada per dos cossos juxtaposats, amb un porxo a l'angle que dona accés a l'entrada principal. D'aquest porxo en destaquen les gruixudes columnes amb ornamentació floral de pedra i l'esgrafiat sota el voladís. | Bo    | Ca l'Arnau |

### Tiana
| Any  | Nom                             | Ubicació          | Descripció                                                                                         | Estat    | Foto |
| ---- | ------------------------------- | ----------------- | -------------------------------------------------------------------------------------------------- | -------- | ---- |
| 1920 | Panteó de la família Vidal Xaus | Camí de l'Alegria | Està situat al cementiri de Tiana, el panteó familiar va ser fet construir per Mercè Vidal i Xaus. | Correcte |      |